# ليو فو
ليو فو (بالصينية: 劉富) هو دراج صيني، ولد في 7 أبريل 1957.

## وصلات خارجية
- ليو فو على موقع أوليمبيديا (الإنجليزية)